# 龍田 (通報艦)
龍田（たつた）は、日本海軍の水雷砲艦
、1898年通報艦に類別された。
艦名は、奈良県を流れる竜田川から名づけられた。
さらに艦名は「長浦丸」（潜水艇母船）、「長浦」（潜水艦母艇）と変遷した。

## 艦型

### 機関
ボイラーは低円缶 4基。
鉄製で、直径10 ft 3 in (3.124 m)、長さ18 ft 0 in (5.486 m)。
蒸気圧力は150 psi (11 kg/cm2)、
または10.55kg/cm2。
1902年（明治35年）から翌年にかけて呉造船廠で主缶を円缶から水管缶に換装した。

### 兵装
魚雷発射管は艦首に1門、上甲板両舷に各2門、合計で5門を装備した。

## 艦歴
1892年 (明治25年) 10月20日にアームストロング社 と製造契約を結んだ。
契約金額は81,200ポンド (ただし12cm砲、47mm砲の費用を含まない)、竣工期日は1894年 (明治27年) 9月1日までだった。
1893年（明治26年）4月7日、
イギリス、ニューカッスルのアームストロング社エルジック工場で起工。
1893年 (明治26年) 10月31日付でイギリスで建造の水雷砲艦は龍田と命名された。
1894年（明治27年）4月6日進水、
7月31日竣工。
同日に英国から出港し、日本に向かう途中に寄航した英領アデンで、日清戦争勃発のため8月28日に中立国であるイギリスによって抑留された。
交渉の結果、翌1895年（明治28年）に解放され1月20日アデンを出港、3月19日に横須賀に到着した
が、戦闘には間に合わなかった。
1898年 (明治31年) 3月21日、日本海軍は軍艦と水雷艇の類別・等級を新たに制定し、「龍田」は通報艦に類別された。
1900年（明治33年）、義和団の乱に参加した。
日露戦争に際しては第1艦隊第1戦隊所属艦として旅順攻略作戦、日本海海戦等に参加。1904年（明治37年）5月15日、触雷した戦艦「初瀬」「八島」の救援作業の帰途、濃霧により旅順港外の光禄島南東岸に座礁し、7月16日から8月31日にかけて横須賀海軍工廠で修理を行った。このため8月10日の黄海海戦には参加していない（八重山が代理を務めている）。
1912年 (大正元年) 8月28日、通報艦の類別が廃止され、「龍田」は一等砲艦に類別が変更された。
1916年（大正5年）4月1日に除籍された。

### 長浦丸/長浦
大正6年 (1917年) 度から潜水艇隊1隊が横須賀への転籍を予定し、横須賀で母船任務についている船も老朽化が著しいため、「龍田」を潜水艇3隻 (第一、第二、第十三潜水艇) の母船として活用する案が1916年（大正5年）8月に提出され、9月9日付で決裁された。
「龍田」の改造方案と予算が調査され、
11月20日付で「龍田」を潜水艇母艇へ改造をするよう訓令が出された。
呉での工事輻輳のために横須賀への航海に耐える最低限の工事のみを呉で行い (「龍田」の船体は腐食が著しく、通常の航海には不安があった)、その他の工事は回送後に横須賀で行われることになった。
同年12月9日、「龍田」は「長浦丸」と改名、雑役船に編入され潜水艇母船に指定された。
1917年 (大正6年) 
1月24日午後9時5分、「膠州」は 小豆島地蔵崎の西約3カイリの地点で「晴光丸」 (福岡県晴光汽船所属) と衝突、「晴光丸」はその場で沈没、「晴光丸」の乗組員6名が行方不明になった。
横須賀回航の途中だった「長浦丸」他が行方不明者捜索に協力するために事故現場へ派遣された。
「長浦丸」は現場で行方不明者の捜索を行い、26日早朝に現場を離れ横須賀へ向かった。
1920年（大正9年）7月1日に「長浦丸」は「長浦」と改名、
同日特務艇類別等級が制定され、「長浦」は特務艇の潜水艦母艇に類別された。
1924年 (大正13年) 1月の時点で入渠が不可能になる程度に船体の腐食が進行していた。
1925年 (大正14年) 12月13日に特務艇籍から除かれ、15日横須賀防備隊から横須賀海軍港務部へ引き渡された。
1926年（大正15年）
1月14日に廃船の上申、
2月17日に廃船認許、
3月12日付で特務艇類別等級別表から削除された。
3月26日に港務部から横須賀海軍工廠へ引き渡された。
4月6日、船体は横浜市の鉄商甘粕浅五郎へ51,390円で売却された。

## 艦長
※『日本海軍史』第9巻・第10巻の「将官履歴」及び『官報』に基づく。
回航委員長
- 出羽重遠 少佐：1894年5月5日 - 7月13日

艦長
- 出羽重遠 少佐：1894年6月5日 -
- 向山慎吉 少佐：1894年11月2日 - 1895年5月25日
- 富岡定恭 少佐：1895年5月25日 - 1896年4月1日
- 藤田幸右衛門 少佐：1896年4月1日 - 9月21日
- 丹治寛雄 少佐：1896年9月21日 - 1897年2月4日
- 小倉鋲一郎 少佐：1897年2月4日 - 6月1日
- 大久保保喜造 少佐：1897年6月1日 - 1899年9月29日
- 伊地知彦次郎 中佐：1899年9月29日 - 1900年5月20日
- 志賀直蔵 中佐：1900年5月20日 - 12月6日
- 中村貞邦 中佐：1901年2月18日 - 3月29日
- 松居銓太郎 中佐：1901年3月29日 - 1902年4月22日
- 釜屋忠道 中佐：1903年11月11日 - 1905年3月15日 ＊大佐昇進
- 山縣文蔵 中佐：1905年3月15日 - 12月20日
- 佐藤鉄太郎 中佐：1905年12月20日 - 1906年1月25日
- 山本竹三郎 中佐：1906年1月25日 - 11月22日
- 大沢喜七郎 中佐：1906年11月22日 - 1907年5月17日
- 竹内次郎 中佐：1907年11月22日 - 1908年9月25日
- 志津田定一郎 中佐：1908年9月25日 - 1909年3月4日
- 兼子昱 中佐：1909年3月4日 - 1912年3月1日
- 原篤慶 中佐：1912年3月1日 - 12月1日
- 有馬純位 中佐：1912年12月1日 - 1913年12月1日
- 井手篤行 中佐：1913年12月1日 - 1914年4月1日
- 四元賢助 中佐：1914年9月9日 - 12月1日
- 渡辺真吾 中佐：不詳 - 1915年8月16日

## 艦船符号

### 信号符字
- GQFS[35]